# スピンデン対照法
スピンデン対照法（スピンデンたいしょうほう、Spinden Correlation）は、メソアメリカで用いられた長期暦（いわゆるマヤ暦）と、西暦とを対照する方法の一つ。長期暦12.9.0.0.0を西暦1539年と換算する。1910年に発表されたシルヴェイナス・モーリーの説を発展させてハーバード・ジョゼフ・スピンデンが提唱した。
スピンデン対照法は、後古典期や植民地時代にマヤの人々の間で使われた短期暦の日付を手がかりに導き出された。短期暦もカレンダー・ラウンドによる表示なので、これをさかのぼることによって長期暦に対応させることが可能なのである。同様の手法で求められた長期暦と西暦の換算方法にはGMT対照法があり、スピンデン対照法とは13カトゥン（約256年）の差がある。
スピンデン対照法とGMT対照法のいずれが正確であるかについては長らく議論があったが、炭素年代測定で導き出された遺物の年代などと照らし合わせた結果として、GMT対照法のほうがより正確という結論に至っている。